# PR Newswire
 (avril 2024).
PR Newswire est une agence de presse américaine, située à New York spécialisée dans la publication de communiqués de presse. La base de données de l'agence incorpore 10 700 sites web syndiqués et 543 379 rédacteurs sur son réseau[pertinence contestée]. Le concurrent direct de PR Newswire s'appelle Marketwired[pertinence contestée]. En 2020, PR Newswire possède trente-cinq bureaux dans dix-huit pays, dont dix aux États-Unis.

## Histoire
PR Newswire est fondé en 1954[source insuffisante] par Herbert Muschel. L'agence est rachetée par la Western Union en 1971 fournissant la télécommunication. En 1982, PR Newswire est racheté par son propriétaire actuel UBM plc, à cette période appelé « United Newspapers ».
En 2000, la société acquiert eWatch, fondé en 1995 comme service automatique pour les sites web, services de messagerie, publications web et forums. En décembre 2008, PR Newswire délocalise ses bureaux de Midtown à Lower Manhattan, au 350 Hudson Street. À mi-2009, PR Newswire acquiert The Fuel Team[pertinence contestée].
En octobre 2011, PR Newswire est poursuivi en justice par Marketwire, qui demande 25 millions de dollars de dommages après avoir recruté l'ancien employé de Marketwire, Shoeb Ansari. En décembre 2015, UBM vend PR Newswire à Cision, pour 841 millions de dollars et se recentre sur ses activités d'organisation de salons professionnels.

## À noter
Les communiqués de PR Neswire et ses satellites, étant payants, ne sont pas acceptés comme sources sur Wikipédia en français.[pertinence contestée]